# Zacco

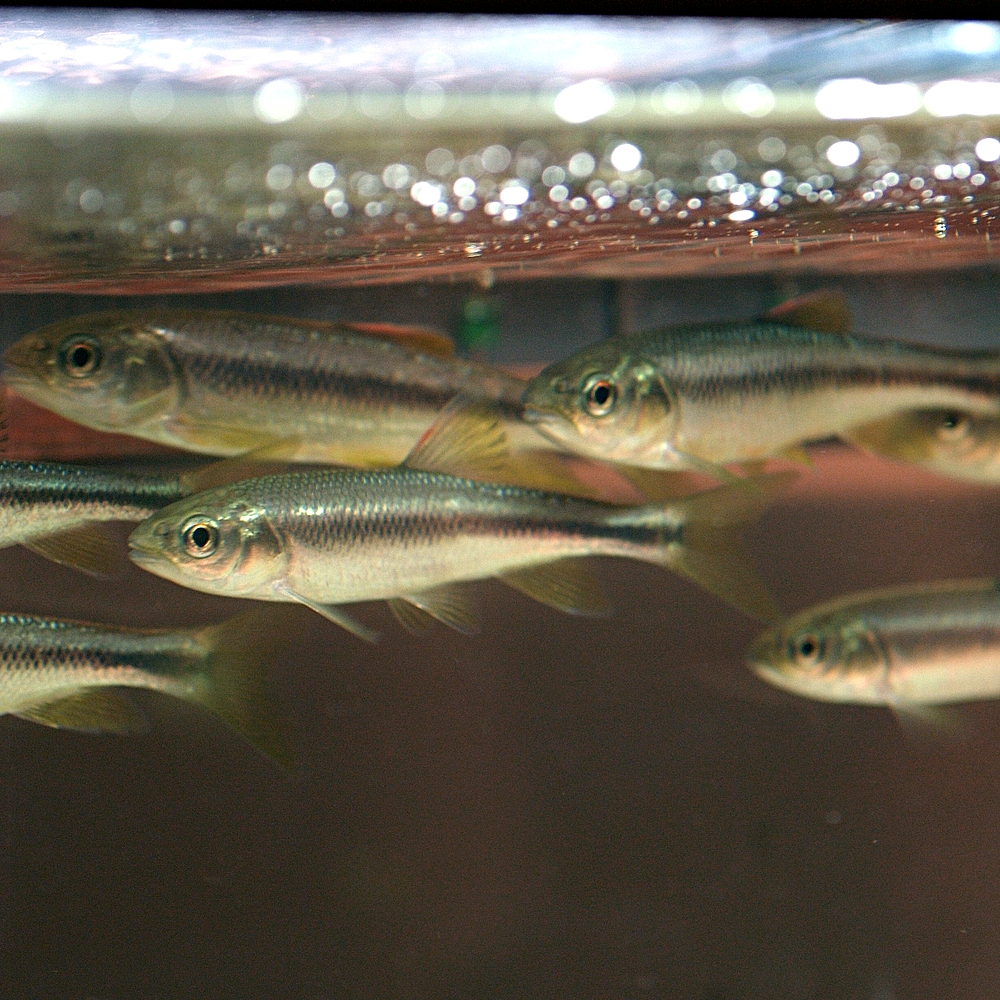
Zacco temmincki

Zacco és un gènere de peixos de la família dels ciprínids i de l'ordre dels cipriniformes.

## Taxonomia
- Zacco chengtui (Kimura, 1934)
- Zacco koreanus (Kim, Oh & Hosoya, 2005)
- Zacco pachycephalus (Günther, 1868)
- Zacco platypus (Temminck i Schlegel, 1846)
- Zacco sieboldii (Temminck i Schlegel, 1846)
- Zacco taiwanensis (Chen, 1982)
- Zacco taliensis (Regan, 1907)
- Zacco temminckii (Temminck i Schlegel, 1846)[2][3][4][5][6]